# Línea 16 (Córdoba)
La Línea 16 es una línea de transporte urbano de pasajeros de la ciudad de Córdoba, Argentina. El servicio está actualmente operado por la empresa Coniferal.
Anteriormente el servicio de la línea 16 era denominado como N6 desde 2002 por Coniferal, hasta que el 1 de marzo de 2014, por la implementación del nuevo sistema de transporte, la N6 se fusiona como 16 operado por la misma empresa.

## Recorrido
Servicio diurno y nocturno.
IDA: Novillo Saravia antes de Valparaíso - por N. de Saravia- De la Industria  - Nores Martínez - Cruza FFCC -N. Martínez (80mts)- a la izq. por colectora- Cruz Roja Argentina- M. López- M. Allende – Venezuela – Bs. As. – Bolivia -Av. Ambrosio Olmos – Plaza de las Américas – Richardson – Belgrano –Tucumán-  Av. Colon – Av. Olmos – Santiago del Estero - Parana - Bv. Illia - Av. Sabattini – Ruta 9 Sur -Entra a Ciudad de Mis Sueños por la Calle Principal Hasta Posta Policial (400mts) - Dobla a la Derecha 6 Bocacalles (de mano Izquierda) - Dobla a la Izquierda 50 m - Dobla a la Derecha 100 m y sale a Ruta 9 Sur- por R9 hasta acceso a Bº 25 de Mayo- FFCC- a la derecha volver 150 metros por calle paralela a las vías hasta tomar calle Cumbres de Gaspar hasta las Margaritas.
REGRESO:  C. de Gaspar pasando Las Margaritas- por C. de Gaspar- Lateral Vías FF.CC. - Cruza el paso a Nivel - a la derecha Ruta 9 Sur hasta frente Transporte Rigar, regrese por R9  Sur hasta entrar a la Derecha por la Calle que sale de Ciudad de Mis Sueños 100 m - Dobla a la Izquierda 50 m - Dobla  a la Derecha 6 Bocacalles Hasta la Calle Principal (Posta Policial) - Dobla a la Izq. por Calle  Principal y Sale de C. de Mis Sueños (derecha)- Ruta 9 Sur - Av. Sabatini - Bv. Illia -  H. Irigoyen - Plaza España - H. Irigoyen - Valparaíso - Los Nogales – Venezuela - M. Allende - M. López - Cruz Roja Argentina – Cruza FFCC - Valparaíso- ingresa al Predio